# Мартин Иванов (историк)
Вижте пояснителната страница за други личности с името Мартин Иванов.
Мартин Иванов Иванов е български историк, специалист по българска стопанска история на XX век. Министър на културата от 6 август до 7 ноември 2014 г. Секретар на президента Росен Плевнелиев по култура, образование и национална идентичност. От 2016 до 2021 г. е посланик на България във Финландия. Владее английски, руски, ползва сърбохърватски език.
Автор е на над 150 научни публикации и 9 монографични изследвания върху икономическата и социалната политика на България от 70-те години на XIX век до наши дни.

## Биография

### Ранни години
Мартин Иванов е роден на 4 август 1970 година във Велико Търново. През 1994 година завършва история в Софийския университет „Св. Климент Охридски“ (1994). През 1999 година защитава докторат по история в Института по история при Българската академия на науките с дисертация на тема „Стопански и финансови проблеми във външната политика на Народния блок 1931 – 1934“.
Още като студент Иванов започва да публикува в периодичния печат. През 1990 – 1993 година е сътрудник на издавания от Радикалдемократическата партия вестник „Век 21“, а през 1994 година става член на редколегията на списанието на партията „Демократически преглед“, където от 1996 година завежда отдел „История“.

### Ранна научна кариера
От 2000 година Мартин Иванов работи в Института по история, първоначално като научен сътрудник – 2000, а от 2008 година – като старши научен сътрудник II степен. Същевременно преподава стопанска история в Габровския технически университет (1999 – 2004), Варненския технически университет (1999 – 2004), Софийския университет (от 2007) и във Висшето училище по застраховане и финанси (от 2009). През 2003 година защитава втора магистратура по право в Югозападния университет „Неофит Рилски“. Специализира в Кеймбридж и в Националния университет на Ирландия.
Иванов е съорганизатор на семинара по стопанска и социална история „Стопанска (социална) България. Настоящето през културата на миналото“ (от 2005). Член е на Програмния съвет към Българската народна банка (2007) и на Експертния съвет към Института за изследване на близкото минало (2008).

### Обществена дейност
От 2011 до 2013 година Мартин Иванов е председател на Държавната агенция „Архиви“. Правителството на Пламен Орешарски го освобождава изненадващо от поста в края на август 2013 година и на негово място е назначен дългогодишният служител на Министерството на вътрешните работи и на Държавна сигурност Иван Комитски. Повече от 60 от най-известните български учени и преподаватели историци, литературоведи, философи и социолози публикуват отворено писмо, в което настояват за преразглеждане на взетото от правителството решение.
На 15 октомври 2013 година Иванов е назначен за секретар по култура, образование и национална идентичност в администрацията на президента Росен Плевнелиев. От 6 август до 7 ноември 2014 година е министър на културата в назначеното от Плевнелиев служебно правителство на Георги Близнашки. От 2016 до 2020 година е посланик във Финландия и Естония.
Член е на редакционния съвет на списание „История" на издателство „Аз Буки" от 2012 г. От 2015 г. е доцент в катедра „Социология“ на СУ „Св. Климент Охридски", а от 2021 – доктор на науките.